# Novo Selo Bosiljevsko
 Novo Selo Bosiljevsko  falu Horvátországban, Károlyváros megyében. Közigazgatásilag  Bosiljevóhoz tartozik.

## Fekvése
Károlyvárostól 22 km-re délnyugatra, községközpontjától 2 km-re délkeletre fekszik.

## Története
1857-ben 155, 1910-ben 363 lakosa volt. Trianon előtt Modrus-Fiume vármegye Vrbovskói járásához tartozott. 2011-ben 25-en lakták.

## Lakosság
| Lakosság változása | Lakosság változása | Lakosság változása | Lakosság változása | Lakosság változása | Lakosság változása | Lakosság változása | Lakosság változása | Lakosság változása | Lakosság változása | Lakosság változása | Lakosság változása | Lakosság változása | Lakosság változása | Lakosság változása | Lakosság változása |
| ------------------ | ------------------ | ------------------ | ------------------ | ------------------ | ------------------ | ------------------ | ------------------ | ------------------ | ------------------ | ------------------ | ------------------ | ------------------ | ------------------ | ------------------ | ------------------ |
| 1857               | 1869               | 1880               | 1890               | 1900               | 1910               | 1921               | 1931               | 1948               | 1953               | 1961               | 1971               | 1981               | 1991               | 2001               | 2011               |
| 155                | 153                | 167                | 147                | 144                | 363                | 340                | 114                | 122                | 126                | 115                | 87                 | 66                 | 69                 | 36                 | 25                 |